# Cédric Gasser
Cédric Pascal Gasser (Münsingen, 16 febbraio 1998) è un calciatore svizzero, difensore del Vaduz.

## Caratteristiche tecniche
È un difensore centrale.

## Carriera
Cresciuto nel settore giovanile del San Gallo, debutta in prima squadra il 25 febbraio 2018 in occasione dell'incontro di Challenge League vinto 3-0 contro il Lugano.

## Statistiche
Statistiche aggiornate al 3 marzo 2021.

### Presenze e reti nei club
| Stagione        | Squadra         | Campionato      | Campionato | Campionato | Coppe nazionali | Coppe nazionali | Coppe nazionali | Coppe continentali | Coppe continentali | Coppe continentali | Altre coppe | Altre coppe | Altre coppe | Totale | Totale | Totale |
| Stagione        | Squadra         | Comp            | Pres       | Reti       | Comp            | Pres            | Reti            | Comp               | Pres               | Reti               | Comp        | Pres        | Reti        | Pres   | Reti   |        |
| --------------- | --------------- | --------------- | ---------- | ---------- | --------------- | --------------- | --------------- | ------------------ | ------------------ | ------------------ | ----------- | ----------- | ----------- | ------ | ------ | ------ |
| 2017-2018       | San Gallo       | ASL             | 7          | 0          | CS              | 0               | 0               |                    | -                  | -                  |             | -           | -           | 7      | 0      |        |
| 2018-2019       | Wil             | ChL             | 17         | 0          | CS              | 0               | 0               |                    | -                  | -                  |             | -           | -           | 17     | 0      |        |
| 2019-2020       | Vaduz           | ChL             | 16+2       | 0          | CS              | 0               | 0               | UEL                | 2                  | 0                  |             | -           | -           | 20     | 0      |        |
| 2020-2021       | Vaduz           | ASL             | 18         | 0          | CS              | 0               | 0               | UEL                | 1                  | 0                  |             | -           | -           | 19     | 0      |        |
| Totale carriera | Totale carriera | Totale carriera | 60         | 0          |                 | 0               | 0               |                    | 3                  | 0                  |             | -           | -           | 63     | 0      |        |

## Palmarès
- Coppa del Liechtenstein: 4

Vaduz: 2021-2022, 2022-2023, 2023-2024, 2024-2025